# Jorge Olaechea Reyes
Jorge Humberto Olaechea Reyes (Iquitos, 24 de noviembre de 1977) es un abogado y político peruano. Fue alcalde del distrito de Punta Hermosa desde el 1 de enero del 2019 hasta el 31 de diciembre del 2022.

## Biografía
Nació en la ciudad de Iquitos, ubicado en la provincia de Maynas del departamento de Loreto, el 24 de noviembre de 1977.
Es egresado de la Universidad Inca Garcilaso de la Vega, donde estudió la carrera de Derecho y se graduó como abogado en el año 2011.
Laboró como secretario general del Municipio del distrito de Lurín entre los años 2015 y 2018.

## Carrera política
Se inició en la política como candidato a regidor del distrito de Punta Hermosa por el partido político Restauración Nacional en las elecciones municipales del 2006. Sin embargo, no resultó elegido.

### Alcalde de Punta Hermosa
En las elecciones municipales del 2018, postuló a la alcaldía del distrito de Punta Hermosa por el Partido Popular Cristiano y finalmente resultó elegido como alcalde para el periodo 2019-2022.
Durante su gestión realizó el cierre del acceso a la isla de Punta Hermosa con el fin de restablecer el desarrollo de la vida silvestre, donde habitan la mayoría de aves. Asimismo, convocó a una sesión municipal extraordinaria para declarar de interés distrital la lucha frontal contra las invasiones y el tráfico ilícito de terrenos en Punta Hermosa.

## Controversias
En el año 2022, Jorge Olaechea fue denunciado por la Asociación de propietarios de Playa Señoritas y Caballeros (APUES) de realizar construcciones ilegales.